# Hemicoelus fulvicornis
Hemicoelus fulvicornis is een keversoort uit de familie klopkevers (Anobiidae). De wetenschappelijke naam van de soort is voor het eerst geldig gepubliceerd in 1837 door Sturm.